# Usedlost čp. 24 (Dlouhomilov)
Usedlost čp. 24 stojí v obci Dlouhomilov v okrese Šumperk. Je chráněnou kulturní památkou ČR, která se nachází ve vesnické památkové zóně Dlouhomilov.

## Historie
V roce 1995 byla Ministerstvem kultury České republiky v Dlouhomilově část jeho území prohlášena za vesnickou památkovou zónu. Součástí památkové zóny jsou především empírové statky z první poloviny 19. století a byly zapsány do státního seznamu kulturních památek České republiky. Mezi ně náleží i kulturní památka venkovská usedlost čp. 24.

## Popis
Usedlost tvoří obytná přízemní budova s chlévy, kůlna s přistavěným kurníkem, které obtáčejí dvůr. Obytná budova obdélníkového půdorysu je orientovaná štítovou stranou do ulice a je na jižní straně dvora. Na severní straně stojí kůlna s kurníkem. Mezi obytnou budovou a kurníkem byla zděná brána, která byla nahrazena plechovou kazetovou s diamantováním. 
Na uliční straně je obytná budova posazena na sokl a druhá strana je zapuštěna do svahu. Štítové průčelí je omítnuto hladkou tvrdou omítkou (brizolit), je členěno třemi okenními osami. Okna jsou obdélná dvoukřídlá. Prostřední okno je zvětšené. Průčelí je od štítu odděleno profilovanou oběžnou římsou, která je krytá eternitem. Ve štítu v dolní části jsou dvě obdélná okna a nahoře kruhový větrací otvor. Původně na štítu byl letopočet 1850. V nádvorním průčelí je arkádové zápraží. Devět stlačených oblouků je neseno pískovcovými toskánskými sloupy. Segmentová klenba arkády je zpevněna železnými táhly. Zápraží má podlahu z fošen. V první části jsou dvě okna a vstup do obytné prostory a v druhé jsou svlakové fošnové dveře a okénka do chlévů. Obytná budova má sedlovou střechu.
Kůlna postavena na půdorysu obdélníku je krytá sedlovou střechou. Kolmo na nároží kůlny je přistavěn zděný kurník s pultovou střechou.

### Rozměry
- Obytná budova: 12,5 × 34,5 m
- Kůlna: 11 × 16,7 m
- Kurník: 4,5 × 7 m